# Morinda longipetiolata
Morinda longipetiolata är en måreväxtart som beskrevs av Julian Alfred Steyermark. Morinda longipetiolata ingår i släktet Morinda och familjen måreväxter. Inga underarter finns listade i Catalogue of Life.